# Cirrhineris phosphorea
Cirrhineris phosphorea är en ringmaskart som beskrevs av Addison Emery Verrill 1882. Cirrhineris phosphorea ingår i släktet Cirrhineris och familjen Cirratulidae. Inga underarter finns listade i Catalogue of Life.